# 浮所飞贵
浮所飛貴（日语：／ Ukisho Hidaka，2002年2月27日—）是日本愛知縣出身的男性偶像、歌手、演员。隸屬於STARTO ENETERTAINMENT，是旗下小傑尼斯團體「ACEes」的成員。

## 人物简介
自从看了Sexy Zone的演唱会后就决定要进入杰尼斯事务所。
于初中三年级通过甄选进入杰尼斯事务所。 
尊敬的前辈是Sexy Zone的中島健人 。
在2016年11月被选为小杰尼斯组合“东京B少年”的成员。（“东京B少年”曾改名为“Sexy美少年”，现改为“美少年”。）
在2021年6月4日上映的电影《脸红心跳都是因为你》 中担任主演。
在2025年2月16日小傑尼斯組合重組後，被選為「ACEes」的成員。

## 个人背景
有一个相差3岁的弟弟以及相差9岁的妹妹 。
个人爱好是小提琴、网球、骑马、唱歌和打游戏。
个人特技为唱歌、杂技和骑马 。
非常喜欢打网球，中学时期除了网球部的活动以外一周也会去5、6次的网球练习。

## 出演
仅列出个人演出，组合相关的演出请参考小杰尼斯的美少年部分。

### 电视剧
粗体为主演。
- 盛夏的少年～19452020（2020年7月31日 - 9月18日，朝日電視台） - 主演・春日篤（作为美少年第一次主演）[10]
- The High School Heroes（2021年7月31日 - 9月18日，朝日電視台） - 主演・大浦飛馬（作为美少年第二次主演）
- 所羅門的偽證（2021年10月3日，WOWOW） - 饰演 野田健一[11][12]
- 朋友遊戲R4（2022年7月23日 - 9月10日，朝日電視台） - 主演・片切友一（作为美少年第三次主演）
- 喜歡喜愛汪汪！（2023年1月24日 - 3月28日，日本電視台） - 飾演 木之宮天 / 天
- Gifted - 飾演 四鬼夕也
  - Season1（2023年8月12日 - 10月1日，東海電視台）
  - Season2（2023年10月14日 - 12月2日，WOWOW）

### 电影
粗体为主演。
- 臉紅心跳都是因為你（2021年6月4日，東映） - 主演・有马隼人[4][5]
- 萌男友是柑橘色（2022年7月8日，松竹） - 饰演 兒嶋元氣

### 电视节目
- 痛快TV（富士电视台）
  - 心动环节《把我从阴暗处境拯救出来的是......》（2020年11月23日） - 饰演 冰川利一[13]
  - 心动环节 《押忍！情人节的恋爱战争》（2021年2月8日） — 饰演 优心[14]
  - 神仙对应的店员 《不小心把咖啡洒在考生的笔记上…》（2021年5月24日） — 饰演 神所美贵 [15]
  - 大人気メニューを生んだ行列店のスカッと大逆転（2021年10月25日） - 主演・高師雅一
  - 心动环节《最后一个场景改变了我的生活》（2022年3月14日） - 饰演 長内肇
- VS魂（2021年1月3日 - 2022年4月21日，富士电视台） - 常规嘉宾[16]
  - VS魂 Gradation（2022年4月28日 - 9月30日，富士電視台） - 常规嘉宾
- 土曜はナニする!? イケドラ（2021年12月4日 - 25日，關西電視台・富士電視台） - 饰演 彼
- 背筋も凍るほわーい話 第2話「呪いのノート」（2022年3月1日，TBS） - 饰演 日高蒼

### 舞台劇
- もしも塾 福岡公演（2023年4月19日、Canal City Theater）

### 廣告
- PIZZA-LA「バターチキンカレーのよくばりクォーター」（2022年3月5日 - ） - 與 那須雄登共演

## 书籍

### 杂志连载
- KADOKAWA
  - 《东海沃克》“我叫浮所飞贵！” （2020 年12月 / 2021年1月合并发行 - ）[17]
  - 《月刊Television》《Team 魂通信》（2021年5月号 - ）- 与《VS 魂》节目的合作连载。 [18]
- 东京新闻社《周刊TV指南》（2021年2月5日 - ）- 与《VS魂》节目的合作连载。 [19]

## 脚注
1. ↑  . ISLAND TV.   [2021-06-21]. （原始内容存档于2021-06-28） （中文（简体））.
2. ↑  author. . coconutsjapan.com. 2019-10-31  [2020-10-20]. （原始内容存档于2021-06-28） （日语）.
3. ↑  . ザテレビジョン. KADOKAWA. 2017-07-28  [2020-10-20]. （原始内容存档于2021-01-12）.
4. 1 2  . nikkansports.com. 2020-10-20  [2020-10-20]. （原始内容存档于2020-11-24）.
5. 1 2  . MANTANWEB. 2020-10-20  [2020-10-20]. （原始内容存档于2020-11-25）.
6. ↑  . 日刊スポーツ. 2021-05-31  [2021-05-31]. （原始内容存档于2021-06-15）.
7. ↑  Myojo (集英社). 2019-02-22, (2019年4月号): 74 （日语）. 缺少或|title=为空 (帮助)
8. ↑  . ISLAND TV.   [2020-10-20]. （原始内容存档于2021-11-10） （日语）.
9. ↑  . NEWSポストセブン.   [2021-06-22]. （原始内容存档于2021-06-30） （日语）.
10. ↑  . ORICON NEWS. オリコン. 2020-07-21  [2020-10-20]. （原始内容存档于2020-10-26）.
11. ↑  . 映画ナタリー. 2021-05-25  [2021-05-25]. （原始内容存档于2021-11-08）.
12. ↑  . Real Sound (blueprint). 2021-05-25  [2021-05-25]. （原始内容存档于2021-05-25）.
13. ↑  . MANTANWEB. 2020-11-23  [2021-01-04]. （原始内容存档于2021-07-29）.
14. ↑  . モデルプレス. ネットネイティブ. 2021-02-08  [2021-06-09]. （原始内容存档于2021-06-09）.
15. ↑  . MANTANWEB. 2021-05-24  [2021-05-24]. （原始内容存档于2021-07-06）.
16. ↑  . nikkansports.com. 2021-01-03  [2021-01-03]. （原始内容存档于2021-06-28）.
17. ↑  「東海ウォーカー編集部」（東海ウォーカー公式Twitter） 2020年11月15日の発言於Twitter.
18. ↑  . Johnny's net. ジャニーズ事務所.   [2021-03-28]. （原始内容存档于2019-10-18）.
19. ↑  . TVガイド. 東京ニュース通信社. 2021-01-20  [2021-02-03]. （原始内容存档于2021-05-07）.